# Chang La
Chang La é um passo de montanha no Ladaque, norte da Índia. Situado a 5 425 metros de altitude,[a] é um dos passos transitáveis por veículos motorizados mais alto do mundo (o terceiro, segundo uma placa existente no local).
É o principal acesso ao grande planalto de Changtang, que se prolonga por várias centenas de quilómetros em território do Tibete. Por Chang La passa a estrada que liga Lé e o vale do Indo ao lago Pangong. A localidade mais próxima é Tangste. Em outubro de 2015 foi instalada em Chang La uma unidade de investigação para desenvolvimento e teste de tecnologias de baixas temperaturas. Dependente do Defence Institute of High altitude Research sediado em Lé e da Defence Research and Development Organisation, um organismo de investigação militar do governo indiano, é alegadamente o centro de investigação que funciona a maior altitude do mundo.
Embora o seu nome signifique "passo em direção a sul" ou "passo no sul" em tibetano (chang = sul; la = passo), é frequente atribuir-se erronameamente o nome ao sadhu Changla Baba, um mito difundido pela existência de um templo no passo dedicado a esse sadhu. Se Changla Baba realmente existiu, o mais provável é que o seu nome se deva ao passo e não o contrário.[carece de fontes?]